# Civitavecchia
Civitavecchia je grad i općina (comune) u Italiji, koja upravno pripada metropolitanskom području Rima u središnjoj regiji Lacij. Predstavlja luku na obali Tirenskog mora, smještenu oko 80 km zapadno-sjeverozapadno od Rima, preko rijeke Mignone.
Civitavecchia je sbratimljena s:
- Amelia, Italija
- Bethlehem (od 2000) [1]
- Ishinomaki, Japan
- Nantong, Kina
- Tivat, Crna Gora